# Radiměř
Radiměř (německy Rothmühl) je městys rozkládající se po obou stranách historické česko-moravské zemské hranice, v okrese Svitavy v Pardubickém kraji. Žije zde přibližně 1 200 obyvatel a katastrální území má rozlohu 28,6 km². Městys je součástí mikroregionu Svitavsko. Na severozápadě jeho katastru se nachází největší část muničního skladu Květná. Naopak na severovýchodě katastru se nachází samota Nový Svět.
Celá oblast Radiměře je charakteristická vrásčitou krajinou, která je velmi často zvlněná, pokrytá louky, lesy, zemědělskou půdou a pastvinami. Celý městys se skrývá v údolí, v jehož středu protéká potok, který pramení nad samotným městysem. Z nejvyššího bodu celého městyse je rozhled po okolní krajině, sousedních obcích i městě Svitavy. Radiměř je poměrně rozlehlou obcí, přičemž její délka dosahuje devět kilometrů. Městys se nachází na rozsáhlých podzemních jezerech. Tato jezera jsou zásobárnou pitné vody pro Brno a přilehlá okolí. Z toho důvodu je zde přísné ochranné pásmo a musí se zde dodržovat ekologická nařízení. To má kladný efekt na městys, kdy zde není žádný znečišťující prvek a je zde čisté prostředí.

## Název
Místní jméno Radiměř (původně mužského rodu) bylo odvozeno od osobního jména Radiměr a znamenalo "Radiměrův majetek". Osobní jméno Radiměr mělo též variantu Radoměr a to bylo často zaměňováno se jménem Radomil, na základě čehož bylo obměňováno i jméno vesnice. Z podoby jména vsi Radomil bylo hláskovou úpravou odvozeno i německé jméno vesnice Rothmühl, které bylo dodatečně chápáno jako spojení slov rot ("červený") a Mühle ("mlýn").

## Historická zemská hranice Čech a Moravy
Historická zemská hranice Čech a Moravy prochází zástavbou městyse od západního konce k východnímu a podélně ho rozděluje na dvě části, které byly dříve samostatnými obcemi: vesnici Českou Radiměř a bývalý městys Moravskou Radiměř. Průběh zemské hranice je zde mimořádně komplikovaný, ale část této hranice je tvořena některými úseky zdejšího Radiměřského potoka (dříve zvaného též Mlýnský potok), zatímco jinde tvoří hranici silnice nebo se hranice klikatí mezi domy, či některý dokonce rozděluje. Zajímavostí je, že hranice prochází i budovou zdejší základní školy, vzniklé přestavbou roku 1908. Původně tato budova měla dvě čísla popisná, jimž byla čísla 112 (pro českou část) a 113 (pro moravskou část). Uvádí se, že ve dvou třídách se žáci nacházeli v Čechách, ale učitel již na Moravě. Příslušnost konkrétního domu se poznala podle cedulky s číslem popisným. První číslování domů se v obou obcích uskutečnilo roku 1770, přičemž se v obou obcích použila u každého domu dvojice dřevěných tabulek: v České Radiměři s červenými čísly, v Moravské Radiměři s černými čísly. Roku 1890 bylo provedeno nové číslování domů v obou obcích, přičemž se v České Radiměři použily bílé cedulky s černými čísly, zatímco v Moravské Radiměři černé cedulky s bílými čísly. V současnosti je již v celé obci jednotné číslování domů a tudíž již nelze podle cedulek poznat zemskou příslušnost jednotlivých domů.

## Historie

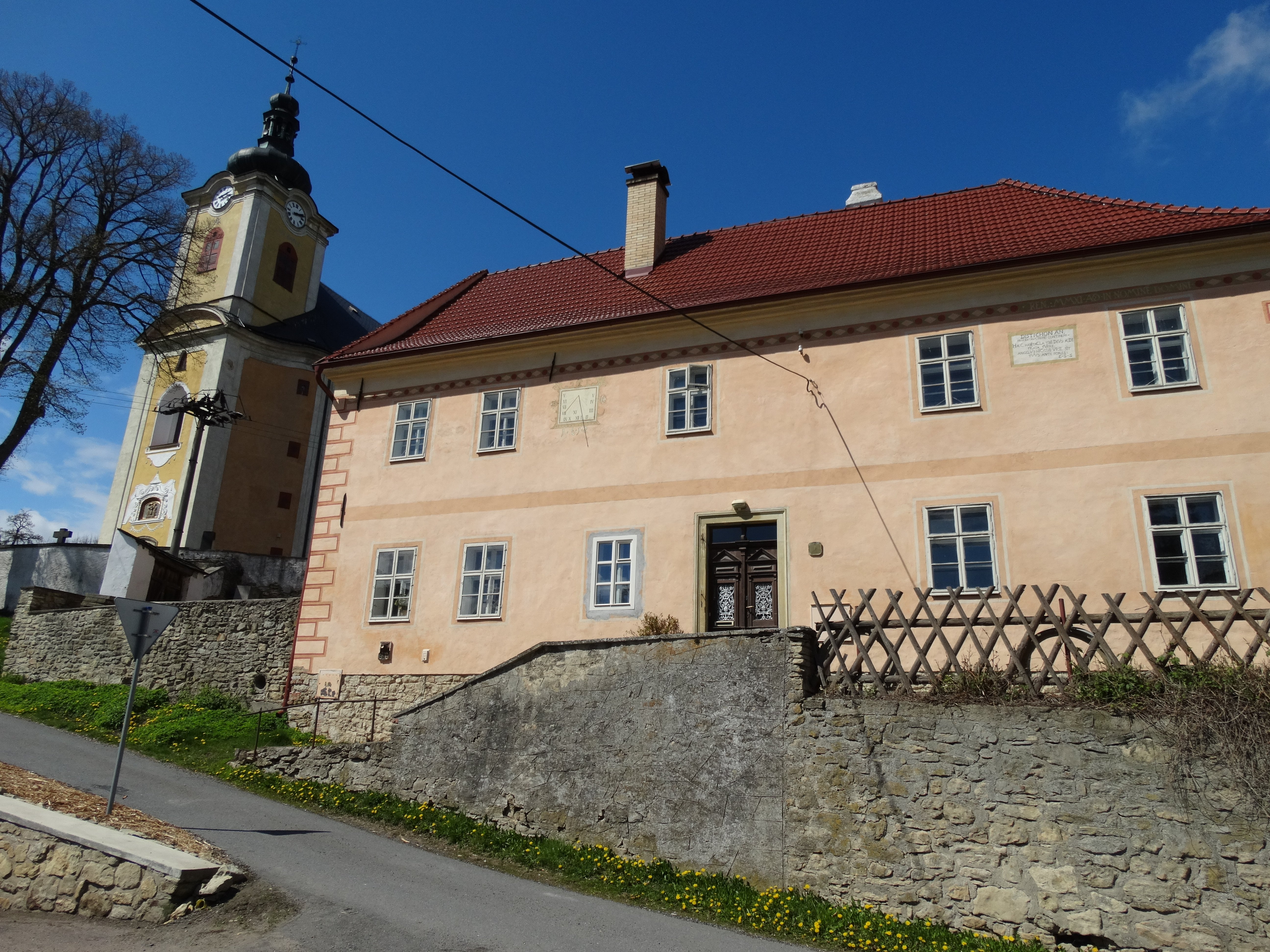
Fara, která byla součástí kostela svaté Anny v Moravské Radiměři

První písemná zmínka o městečku pochází z roku 1291 (Radmels), kdy se území obce nacházelo na svojanovském panství – tehdy opět v majetku krále (mezi lety 1281–1290 panství patřilo Záviši z Falkenštejna). Původně to byla obec ležící v Čechách. Vzhledem k tomu, že mezi skutečnou lokací řady měst či vesnic a prvními zápisy o nich uplynuly často i desítky let, a vzhledem ke znění listiny, je jisté, že vesnice pochází z doby Přemysla Otakara II., který v této oblasti vyvíjel v 60. letech 13. století značnou kolonizační aktivitu prostřednictvím schopného, agilního lokátora Konráda z Limberka (Lewendorf, pak Laubendorf, dnes Pomezí). V rozporu s vůlí Karla IV., který trval na nezcizitelnosti Svojanova a přináležejícího území z majetku Koruny, bylo panství po jeho smrti zastaveno moravským pánům z Boskovic. Roku 1437 však Zikmund Lucemburský svojanovské panství přiřkl své ženě, Barboře Celské. V průběhu staletí se hranice Čech a Moravy drobně proměňovaly (v závislosti na majetkových poměrech a zvětšování/zmenšování jednotlivých panství) a taková změna se dotkla i Radiměře. Roku 1512 byla vesnice Radiměř rozdělena na dvě, z nichž jižní část (Česká Radiměř) zůstala v Čechách, kdežto severní část (Moravská Radiměř) připadla Moravě. Moravská Radiměř se později stala městysem. Obě obce však náležely do stejné církevní provincie, jíž byla a roku 2021 je Moravská církevní provincie. Zároveň měly obě obce také společné školy. V obou obcích existovalo dříve celkem 14 vodních mlýnů. K 17. prosinci 1950 došlo ke druhému a tentokrát již definitivnímu sloučení obou obcí. Roku 1952 došlo i ke sloučení obou osad v jeden celek s jednotnou řadou čísel popisných. Jednotné katastrální území bylo vytvořeno při obnově katastrálního operátu v letech 1973–1976, přičemž roku 1973 došlo k úpravě katastrální hranice s Hradcem nad Svitavou.

### Česká Radiměř
K České Radiměři náleží jižní polovina zástavby obce včetně obou zdejších kaplí, jimiž jsou kaple svatého Jana Nepomuckého a kaple Svatého Josefa. Dříve zde existovalo 8 vodních mlýnů.

### Moravská Radiměř
Tato část obce se řadila pod správu letovického panství, což znamenalo poměrně velkou vzdálenost od správního centra. Můžeme tedy říci, že obec byla značně izolována. Tento stav je písemně doložen k roku 1505, kdy letovické panství i s přilehlými obcemi získal Ladislav z Boskovic. V roce 1550 připadla obec, alespoň soudně, pod jurisdikci svitavského hrdelního soudu. Takto to zůstalo až do roku 1729. Tato část obce utrpěla značné majetkové ztráty během třicetileté války při průchodu jednotlivých vojsk. K největšímu rabování došlo švédskými vojky roku 1644. V roce 1728 došlo k odloučení radiměřské farnosti od Vendolí a obec získala vlastní faru. Přínosem pro Radiměř bylo udělení várečného a šenkovního práva kunštátskou vrchností (1783). Hlavní obživou se pro mnoho lidí stalo tkalcovství, výroba plátna a jeho bělení. Reformy za vlády Marie Terezie a Josefa II. spočívaly v převedení farnosti pod správu brněnské diecéze, což zůstalo až do roku 1863. Místo dřevěných chalup a domků zde vyrostly kamenné budovy, v roce 1810 byla postavena obecná škola a v roce 1840 místní silnice. Již v roce 1817 byla obec osvobozena od robotních povinností ke kunštátské vrchnosti.
K Moravské Radiměři náleží severní polovina zástavby obce včetně samoty Nového Světa a zdejšího farního kostela svaté Anny, který je dominantou obce. Dále se na území Moravské Radiměře nachází radiměřská část vojenského zařízení Květná. Dříve zde existovalo 6 vodních mlýnů. Jakožto městys měla Moravská Radiměř právo dvakrát za rok pořádat trhy.

### Revoluční rok 1848
Revoluční rok 1848 přinesl osvobození obcí z vrchnostenských správ a zrušení poddanství. Moravská Radiměř byla oddělena od bývalého letovického panství a přičleněna do politického okresu Moravská Třebová, naopak Česká Radiměř připadla Litomyšli a později okresu poličskému. Zpomalení bouřlivého rozvoje nastalo ve druhé polovině 19. století, kdy původně plánovaná železnice z Brna do České Třebové měla protínat obec, ale radiměřští sedláci se proti tomu vzbouřili, a tak trať byla vytyčena jiným směrem.

### Prusko-rakouská válka
Během Prusko-rakouské války roku 1866 se přímo v Radiměři usídlily rakouské jednotky, které byly ubytované u sedláků a kolem Radiměře byl postavený rozsáhlý tábor, kde byli ubytování Italové, Rakušané, Maďaři a také Poláci. Ti následně táhli na Prusy, se kterými se utkali u Hradce Králové. Zde byli Rakušané drtivě poraženi a následně ustoupili zpět na Svitavsko do obce Radiměř v jejímž okolí měli Rakušané svůj tábor. Následně byli dostiženi Prusy. Rakušané vesměs v rychlosti opustili své ležení a dali se na úprk. Následně obyvatelé obce měli značné obavy z příchodu Prusů. Tyto obavy se nakonec vyjevily jako naprosto zbytečné, protože Prusové se nakonec chovali k obyvatelům daleko slušněji než vojska rakouské koalice.

### Druhá světová válka
Po Mnichovu obě obce připadly do rukou nacistického Německa a v roce 1939 byly sloučeny dohromady. Obce se nacházely v oblasti Sudet, kde převažovalo německy mluvícího obyvatelstvo. Většina mužů byla následně odvedena Wermachtem. To mělo za následek nedostatečné pracovní síly v obci. Na to zde německá říše zřídila ruský zajatecký tábor, kde tito zajatí vojáci byli nuceni pracovat na statcích. V pokročilé fázi války přijmula Radiměř 200 německých uprchlíků ze západního Německa například z Dortmundu. V kronice je dále popsáno, že 10. května přišly do vesnice Rusové spolu s Čechy a v tu chvíli začala cesta utrpení pro německé obyvatelstvo v obci. Do roku 1947 byla většina německého obyvatelstva vyhnána. Zůstaly zde pouze německé rodiny s rakouským původem a nebo také ty rodiny, které pomáhaly české straně.
Oproti roku 1930 a 1961, klesl počet obyvatel v oblasti na 61%. Udává se, že v oblasti Radiměře se nacházelo až 50% německy mluvících obyvatel, kteří následně po druhé světové válce byli nuceni opustit své domovy. Celkově oblast Svitavska opustilo okolo 21 000 německy mluvících obyvatel. Mezi lety 1946-1947 opustilo tuto oblast dalších 46 tisíc německý obyvatel. Celkově došlo k transportu 75% obyvatelstva do roku 1947. Původní němečtí obyvatelé jsou stále provázáni vzpomínkami, kdy navštěvují jejich rodiště.
Po osvobození Radiměře, v této době nazývané německy Rozhmül, došlo opět k rozdělení na 2 obce. Tedy na českou a moravskou část. Roku 1950 přesněji 17. prosince došlo k druhému sloučení těchto vesnic. V letech 1973-76 došlo k vytvoření jednotného katastrálního území, které je platné i v současnosti.

## Obyvatelstvo
| Rok            | 1869  | 1880  | 1890  | 1900  | 1910  | 1921  | 1930  | 1950  | 1961  | 1970  | 1980  | 1991  | 2001  | 2011  | 2021  |
| -------------- | ----- | ----- | ----- | ----- | ----- | ----- | ----- | ----- | ----- | ----- | ----- | ----- | ----- | ----- | ----- |
| Počet obyvatel | 3 593 | 3 622 | 3 486 | 3 422 | 3 186 | 2 810 | 2 603 | 1 379 | 1 415 | 1 343 | 1 233 | 1 140 | 1 146 | 1 066 | 1 113 |
| Počet domů     | 491   | 486   | 483   | 481   | 479   | 477   | 496   | 365   | 320   | 316   | 312   | 355   | 380   | 394   | 425   |

## Správa městyse
K 1. září 2022 byl obci vrácen status městyse.

### Symboly městyse
Znak a vlajka byly městysi uděleny rozhodnutím předsedkyně Poslanecké sněmovny Parlamentu České republiky dne 26. května 2011.

## Pamětihodnosti
- V městysu je památkově chráněný kostel svaté Anny, s jehož stavbou se započalo v roce 1771.

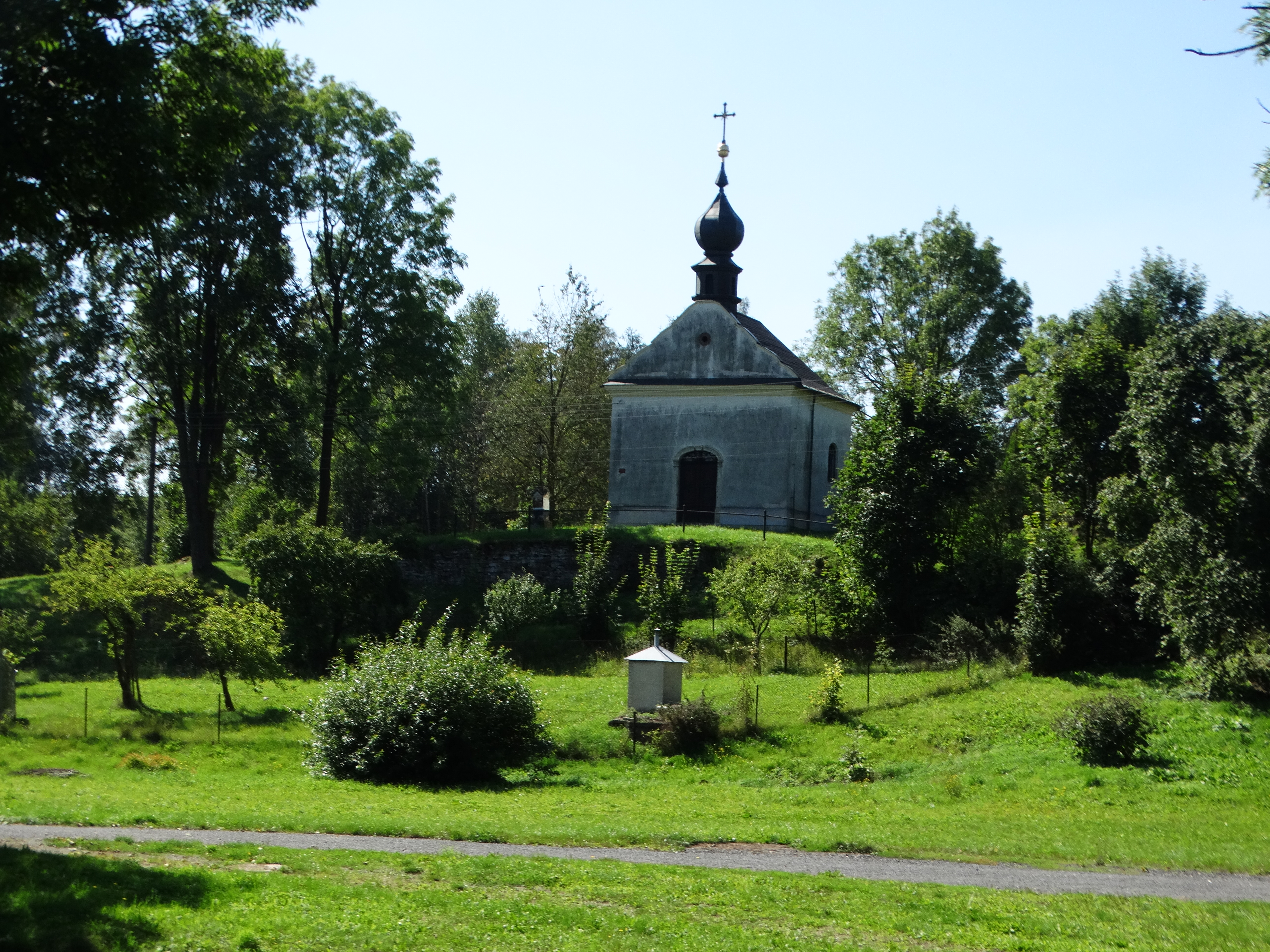
kaple svatého Josefa

- kaple svatého JosefaDále je zde několik kapliček a kaple svatého Josefa v dolní části městysu, postavena v roce 1861.

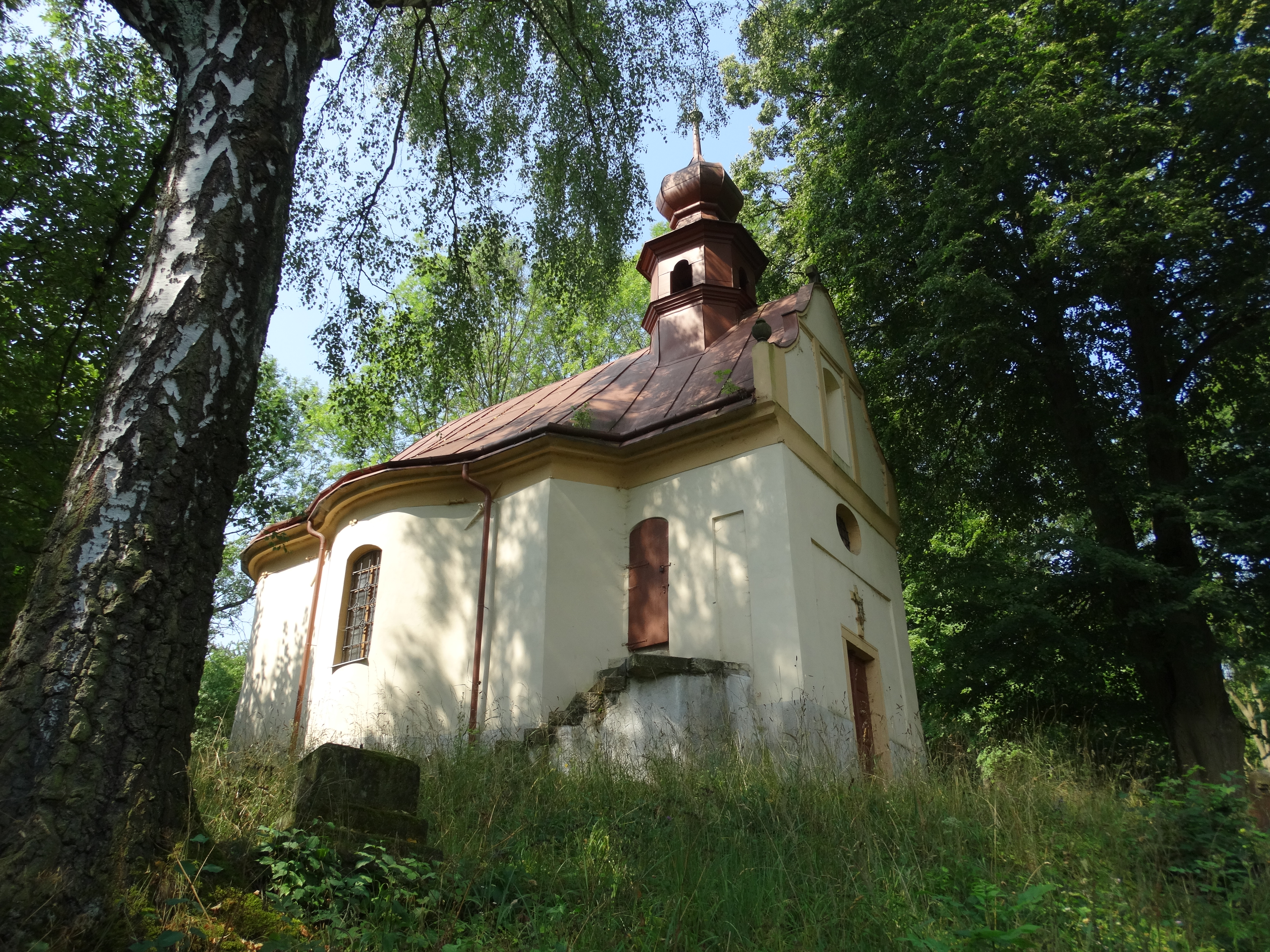
kaple svatého Jana

- kaple svatého JanaKaple svatého Jana v horní části městysu. Velmi stará jistě před rokem 1700.
- Před mateřskou školou stojí sloup Nejsvětější Trojice z roku 1888.
- Lihovar zprovozněn v roce 1905.
- Dědičná rychta, dnešní budova vystavěna v roce 1868.

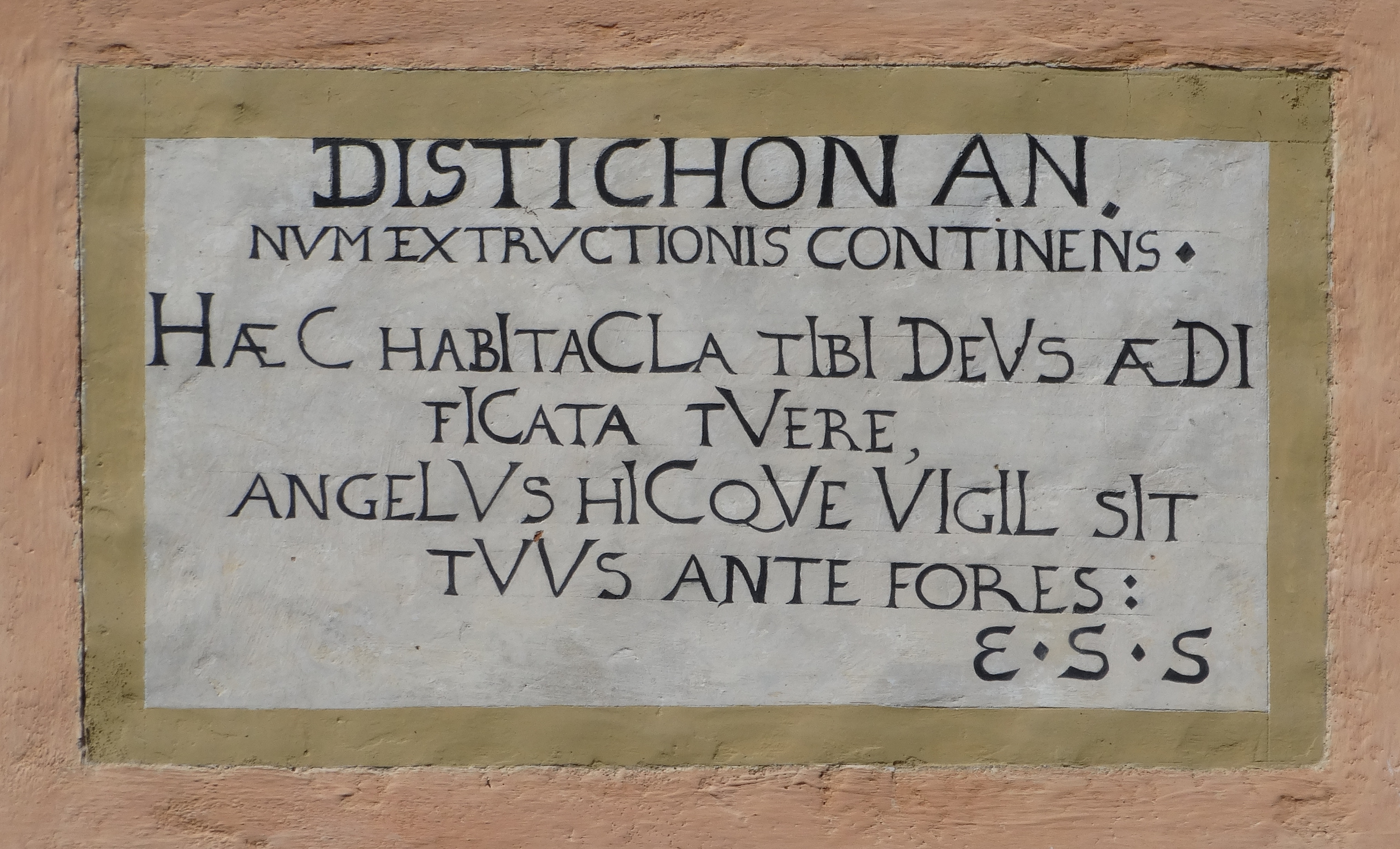
Starý nápis na budově fary.

- Sluneční hodiny na budově fary ze 17. století.Starý nápis na budově fary.Fara se slunečními hodinami a starými nápisy z 16. a 18. století objevené při opravě fary v roce 2011.

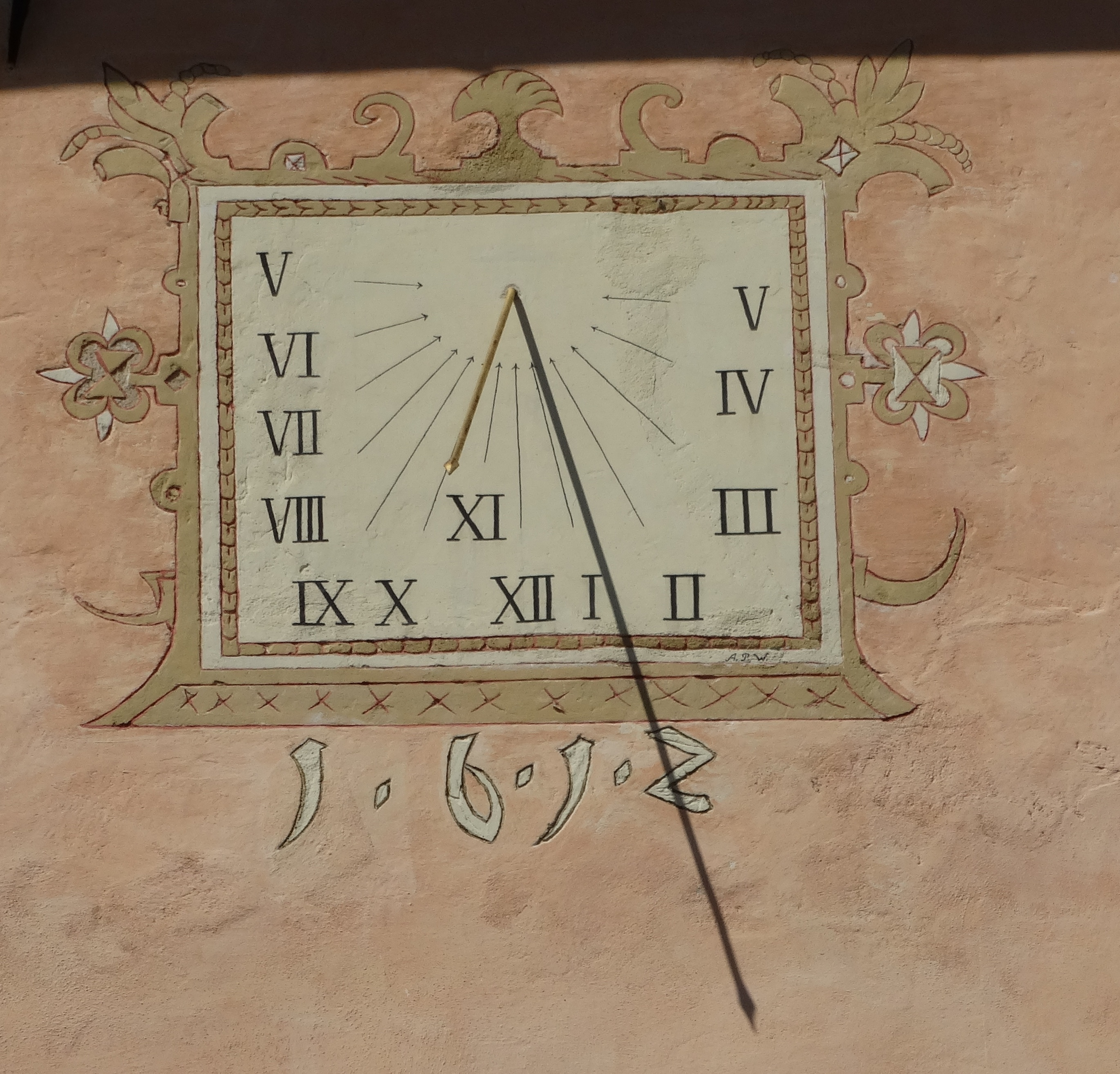
Sluneční hodiny na budově fary ze 17. století.

- Je zde také budova kazatelské stanice farního sboru Českobratrské církve evangelické ve Svitavách s modlitebnou.[26]

## Zajímavosti
- 15. října 1860 se v Radiměři konal výroční trh[27]

- Radiměřský kaplan J. Lukeš přispěl na „zakoupení českého kláštera a kostela ve Vídni“[28]
- Muzeum Radiměře lze navštívit na radnici v Hallgartenu (Německo).[29]
- Město nazvané Radiměř je jedno z dějišť díla Terezy Novákové Maloměstský román.[30] Nejedná se však o Radiměř u Poličky, autorka se názvem obce pouze inspirovala a skutečným dějiště románu je Litomyšl.[31]

## Osobnosti
- Kamil Prudil (1937–2006), malíř a psycholog

## Obecní zastupitelstvo
|                      | starosta      | místostarosta | radní                                                  |
| -------------------- | ------------- | ------------- | ------------------------------------------------------ |
| od 5. listopadu 2018 | Roman Satrapa | Josef Češka   | Jiří Bureš, Jarmila Pomykalová, Miroslav Kučera (ing.) |

## Přehled farářů v Radiměři
| jméno                | úmrtí             | období a doba služby       | události v době duchovní správy faráře    |
| -------------------- | ----------------- | -------------------------- | ----------------------------------------- |
| Wenzel Norbert Thoma | 16. ledna 1765    | 36 let                     | první farář v Radiměři                    |
| Paul Anton Strniště  | 6. srpna 1793     | od 23. září 1765           | stavba kostela                            |
| Augustin Blodig      | červen 1804       | od července 1793           | první klášterní kaplan v Radiměři         |
| Wenzel Pupetschek    | 19. srpna 1819    | 15 let                     |                                           |
| Karl Schedy          | 3. února 1853     |                            |                                           |
| Franz Schlerka       | 1886              | do roku 1880               | oprava kostela, autor farní pamětní knihy |
| Johann Nespor        | 1885              |                            | vynikající kazatel                        |
| Josef Kašpar         | 15. července 1915 | 1886–1915                  | podporoval stavbu škol, milovník umění    |
| Josef Herzig         | 1931              | 1. října 1915–1. září 1923 |                                           |
| Josef Heuchel        |                   | od 1. září 1923            |                                           |

## Školství

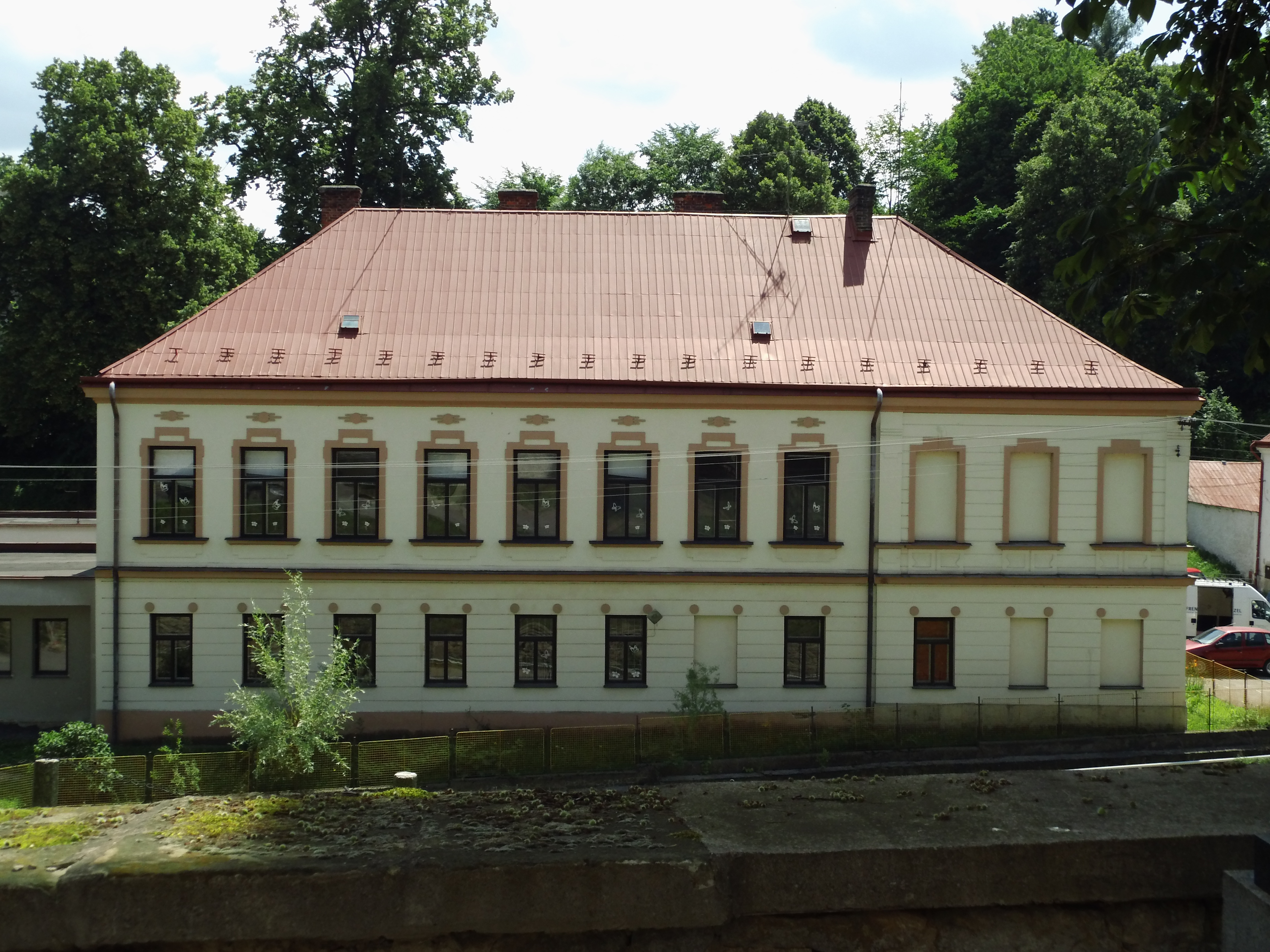
škola

Škola v Radiměři byla od pradávna, ovšem její nejstarší historie nám není známá. Nejstarší "školní dům" stál na farní zahradě. V roce 1769 byla budova zchátralá a byla stržena. Nová budova školy byla postavena uprostřed vesnice. Historii současné školy lze najít v "Almanachu k výročí 100 let od zahájení výuky 1908 - 2008".
Škola se nachází přibližně uprostřed městysu. Jedná se o bývalou faru kostela sv. Anny. Zřizovatelem školy je rovněž městys Radiměř. Probíhá zde vyučování v 9 ročnících. Škola ke své výuce využívá kromě kmenových učeben také učebnu dílenských prací, učebnu výpočetní techniky a velkou tělocvičnu. Součástí školy je také školní jídelna s vlastní kuchyní a školní družina s kapacitou 30 dětí.
V roce 2013 prošla škola velkou rekonstrukcí - zateplení obou budov, snížení stropů, výměna oken a otopného systému. V roce 2016 byly z rozpočtu obce zrekonstruovány školní toalety.
| období              | jméno                            |                                           |
| ------------------- | -------------------------------- | ----------------------------------------- |
| rok = 1700          | Johann Klein                     |                                           |
| 1708–1730           | Franz Sigmund Anton Breiner      |                                           |
|                     | Johann Schestag                  |                                           |
|                     | Mathias Anton Kuba               |                                           |
| rok = 1747          | Johann Augustin Valentin Hüttner |                                           |
| 1788–12. srpna 1828 | Johann Weis                      | vynikající učitel a velmi hodný muž       |
| do 1870             | Johann Fischer                   |                                           |
| 1873–1907           | Alois Fohler                     | řídící učitel na národní škole, sbormistr |
| do roku 1919        | Hugo Jury                        | řídící učitel, čestný občan obce          |
| 1919–1934           | Josef Sokele                     | řídící učitel, čestný občan obce          |
| 1934–1938           | Ferdinand Priol                  |                                           |
| 1938–1945           | Ernst Hoffman                    |                                           |
| 1945–1951           | František Cveček                 | ředitel školy                             |
| 1951–1953           | Blahoslav Janko                  | ředitel školy                             |
| 1953–1961           | Josef Vodínský                   | ředitel školy                             |
| 1961–19??           | Jaroslav Polák                   | ředitel školy                             |
| 19??–1976           | Josef Beneš                      | ředitel školy                             |
| 1976–1994           | Drahomíra Prchalová              | ředitelka školy                           |
| 1994–2004           | Jan Švrčina                      | ředitel školy                             |
| 2004–současnost     | Radka Satrapová                  | ředitelka školy                           |

### Mateřská školka
Nachází se zde nově zrekonstruovaná mateřská školka, která je rozdělena na 2 třídy. V mladší třídě jsou děti od 3 do 5 let a ve starším oddělení jsou děti od 5 do 6 let. Při odkladu školní docházky jsou zde děti i v 7 letech. V patrovém pavilonu jsou umístěny dvě třídy, ředitelna, šatny, sociální zařízení. V přízemní hospodářské části se nachází školní jídelna s kuchyní, sklady, plynová kotelna. Budova leží uprostřed velké zahrady, která je ve vstupní části osázena okrasnými keři a dřevinami. Za budovou se nachází rozlehlá školní zahrada.

## Zdravotnictví
Prvním lékařem působícím v Radiměři byl Josef Kammler (19. března 1845 – 17. dubna 1896 Radiměř) ze Lhoty u Konic. Dále zde krátce působili Dr. Reiniger a Dr. Freisler. V roce 1897 bylo rozhodnuto o zřízení lékařského obvodu. Lékařem se stal doktor Franz Vrabec, který zde působil 33 let do roku 1930. Po odchodu do důchodu Dr. Vrabce v lékařské praxi pokračoval Dr. Othmar Strik až do roku 1946. V Radiměři byla zřízena Komise pro ochranu matek (dvacátá léta 20. století) a praxi porodní asistentky provozovaly: p. Marie Jandlová, p. Cecílie Schusterová, p. Grotzová v době lékařské působnosti doktora Vrabce.

## Dobrovolní hasiči

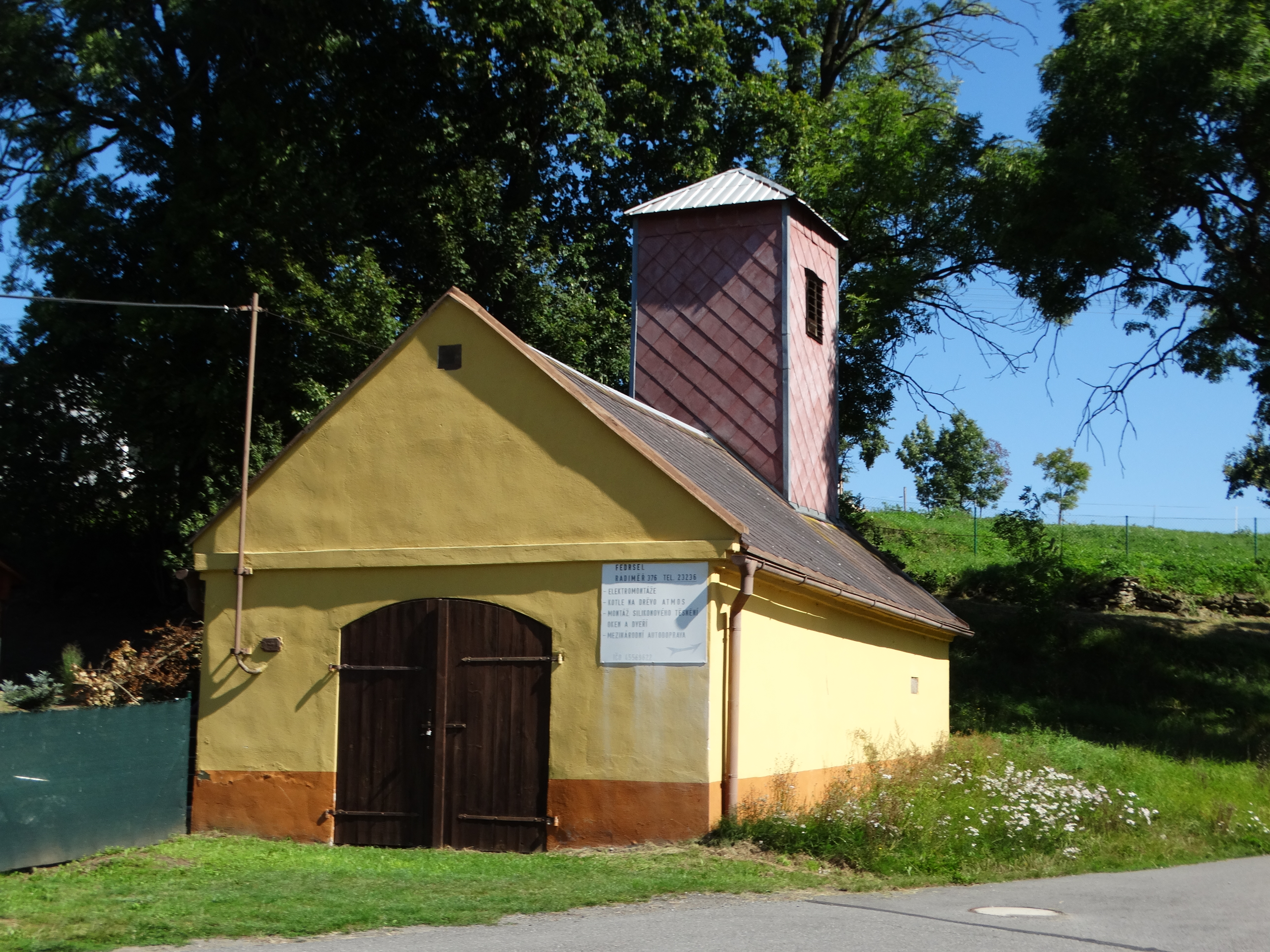
Požární zbrojnice v dolní části městysu

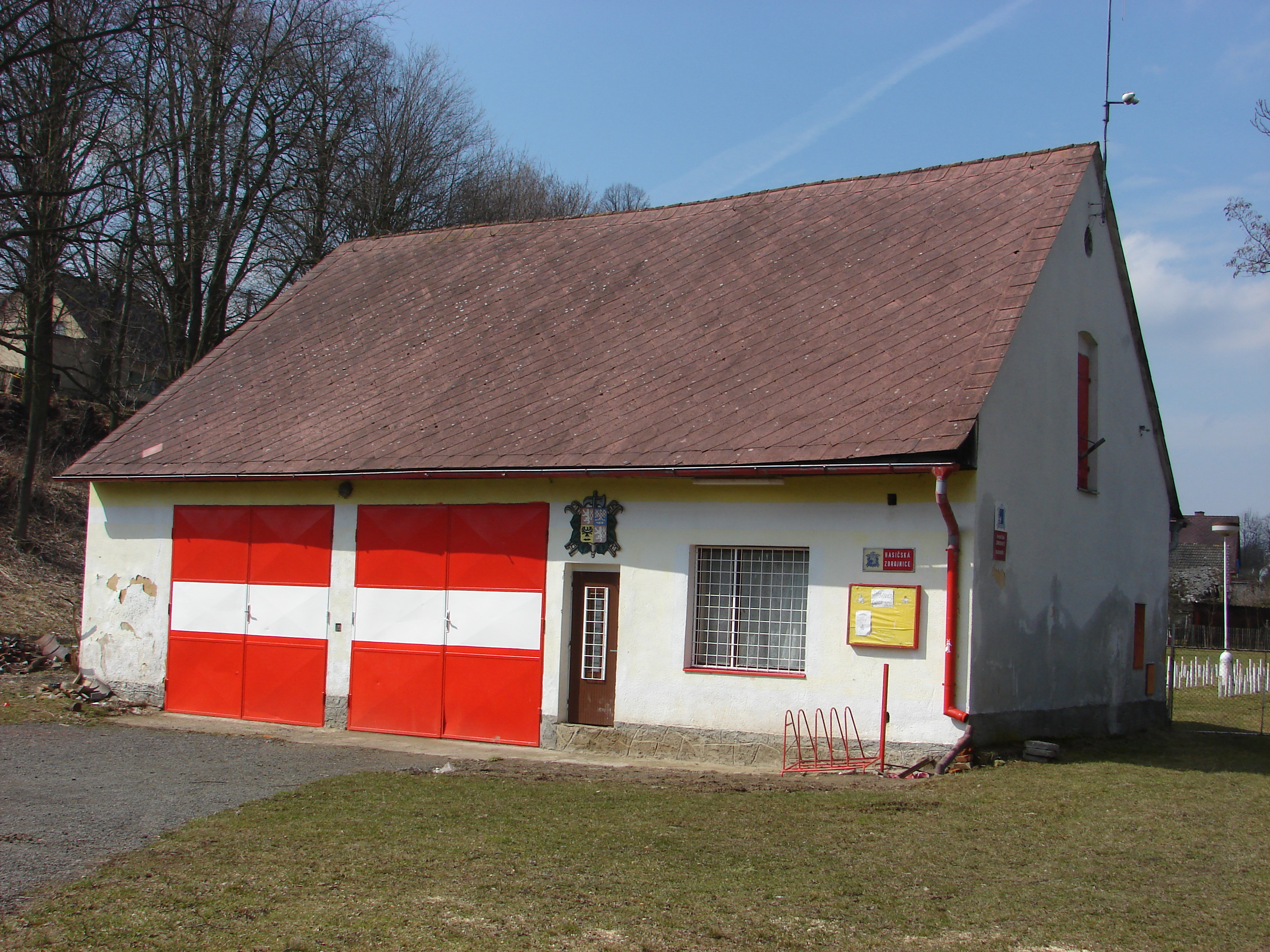
Požární zbrojnice

Sbor dobrovolných hasičů byl založen v roce 1881. V roce 1900 byla zakoupena nová stříkačka.Působnost hasičů byla pro velikost obce rozdělen na tři úseky: dolní, střed a horní část obce později byl přidán čtvrtý úsek. V roce 1938 měl sbor 169 aktivních a 40 přispívajících členů. Hasičskou kapelu vedli kapelníci Friedrich Haberhauer a Willy Schuster.
Zakládajícími členy byli náčelník Alois Haberhauer, velitel a zástupce náčelníka Julius Haupt a Julius Hoffmann, Franz Drescher, Johann Schuster, Anton Haberhauer, Anton Jandl, Johann Wagnetter, Johann Linhart, Franz Thon.